# Proseriata
Proseriata zijn een orde van platwormen uit de klasse Rhabditophora.

## Taxonomie
De volgende taxa zijn bij de orde ingedeeld:
- Familie Ciliopharyngiellidae Ax, 1952
- Infraorde Lithophora
  - Geslacht Japanoplana Ax, 1994
  - Familie Archimonocelidae Meixner, 1938
  - Familie Archimonocelididae
  - Familie Calviriidae Martens & Curini-Galletti, 1993
  - Familie Coelogynoporidae Karling, 1966
  - Familie Meidiamidae Schockaert, Curini-Galletti, De Ridder, Volonterio & Artois, 2009
  - Familie Monocelididae Hofsten, 1907
  - Familie Monotoplanidae Ax, 1958
  - Familie Otomesostomatidae Hofsten, 1907
  - Familie Otomesostomidae
  - Familie Otoplanidae Hallez, 1892
- Infraorde Unguiphora
  - Geslacht Alloeostyliphora Curini-Galletti, Oggiano & Casu, 2001
  - Familie Nematoplanidae Meixner, 1938
  - Familie Polystyliphoridae Ax, 1958